# Ilia Repin
Ilia Efímovitch Repin (em russo:  Илья́ Ефи́мович Ре́пин; em ucraniano:  Ілля Юхимович Рєпін ; em finlandês:  Ilja Jefimovitš Repin; Chuhuiv, 5 de agosto de 1844 – Kuokkala, 29 de setembro de 1930, Finlândia) foi um pintor e escultor russo do movimento artístico Peredvijniki e um dos mais importantes pintores do realismo russo.
Suas obras, que eram pintadas dos modos do realismo, continham uma grande profundidade psicológica e exibiam as tensões da ordem social existente. No final da década de 1920 começaram a publicar-se na URSS detalhados trabalhos sobre sua obra e ao redor de dez anos depois foi posto como exemplo para ser imitado pelos artistas do realismo socialista.

## Vida pessoal
Ilya Repin nasceu na cidade de Tchuhuiv, no Império Russo, hoje pertencente à Ucrânia. Seu pai era Efim Vasilievitch Repin, recruta do Regimento Ukhlan do Exército Imperial Russo. Quando criança, frequentou a escola onde sua mãe era professora e a família mudava-se constantemente devido ao serviço militar de Efim.
Em 1856, tornou-se aluno de Ivan Bunakov, um pintor local. No período de 1859–1863, ele pintou ícones e murais encomendados pela Sociedade de Encorajamento de Artistas. Em 1864, ingressaria na Academia Imperial de Artes, onde conheceria o pintor Ivan Kramskoi. Viajou pelo Rio Volga em 1870, fazendo rascunhos e sketchs das paisagens. No ano seguinte, ganharia uma medalha de ouro por seu quadro O Erguimento da Filha de Jairo. Casou-se com Vera Shevtsova, em 1872 e conheceu Pavel Tretiakov, patrono das artes, filantropo e empresário, que compraria seus primeiros quadros. Sua primeira filha, Vera, nasceria no mesmo ano. Nesta época, ele recebeu uma grande encomenda do Grão-duque Vladimir Alexandrovitch, o famoso quadro Rebocadores do Volga, terminado em 1873.

## Últimos anos e morte
Em 1916, Ilya trabalhou em suas memórias, Perto e Longe, com o auxílio de Kornei Tchukovsky. Foi um entusiasta da Revolução Russa de 1917. Pintou o retrato de Alexander Kerensky, e Os Escravos do Imperialismo, uma nova versão de Rebocadores do Volga. Em 1918, a fronteira entre a Rússia e a Finlândia foi fechada, portando sua residência oficial ficou fora da Rússia. Em 1919, doou sua coleção de artistas russos renomados e seus próprios trabalhos para a Galeria Nacional da Finlândia, em Helsinque e em 1920 celebrações foram feitas na capital em sua homenagem.[carece de fontes?]
Ilya Repin faleceu aos 86 anos, em 29 de setembro de 1930, tendo sido sepultado em Kuokkala. Quando Kuokkala tornou-se parte da União Soviética, em 1949, a cidade foi renomeada para Repino em sua homenagem.[carece de fontes?]

## Galeria

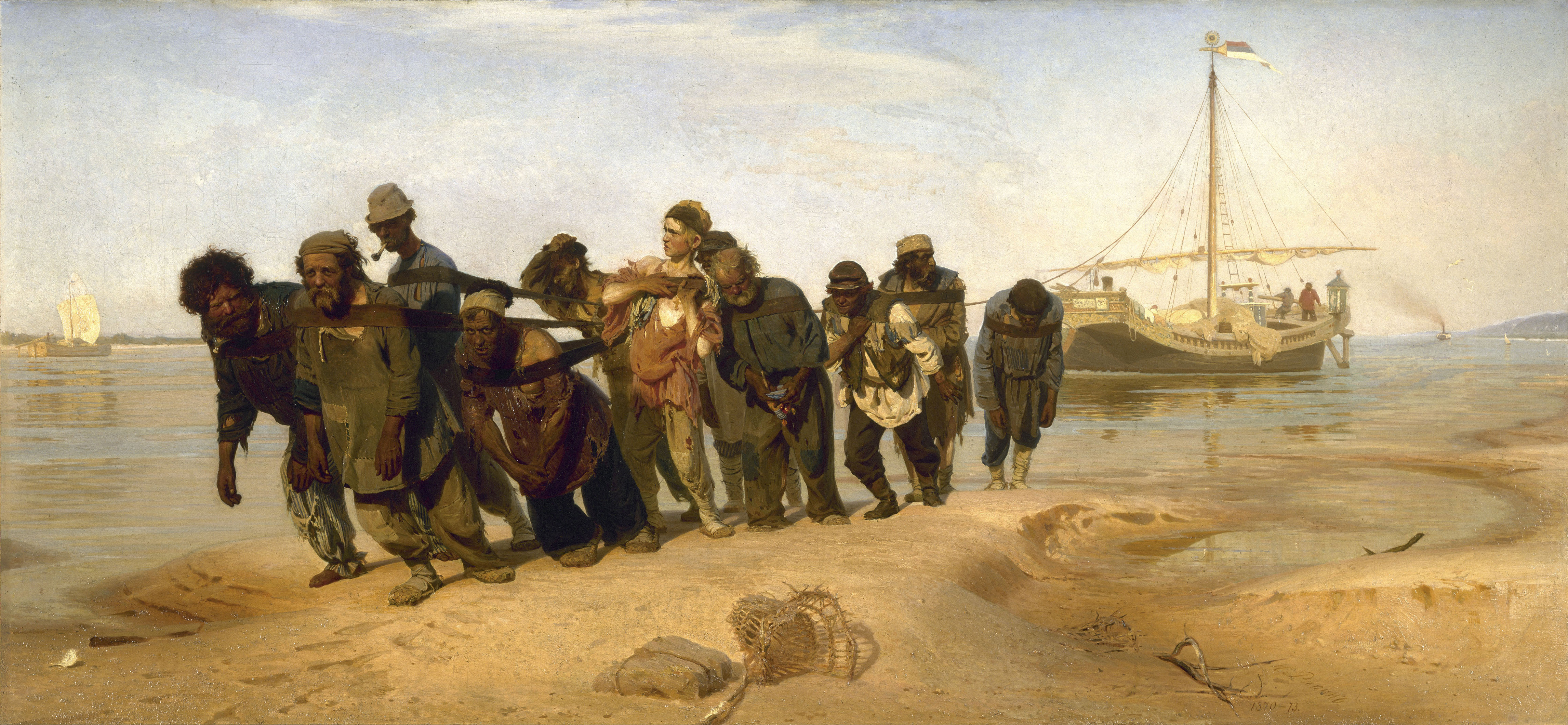
Rebocadores do Volga, óleo sobre tela, (1870-73)
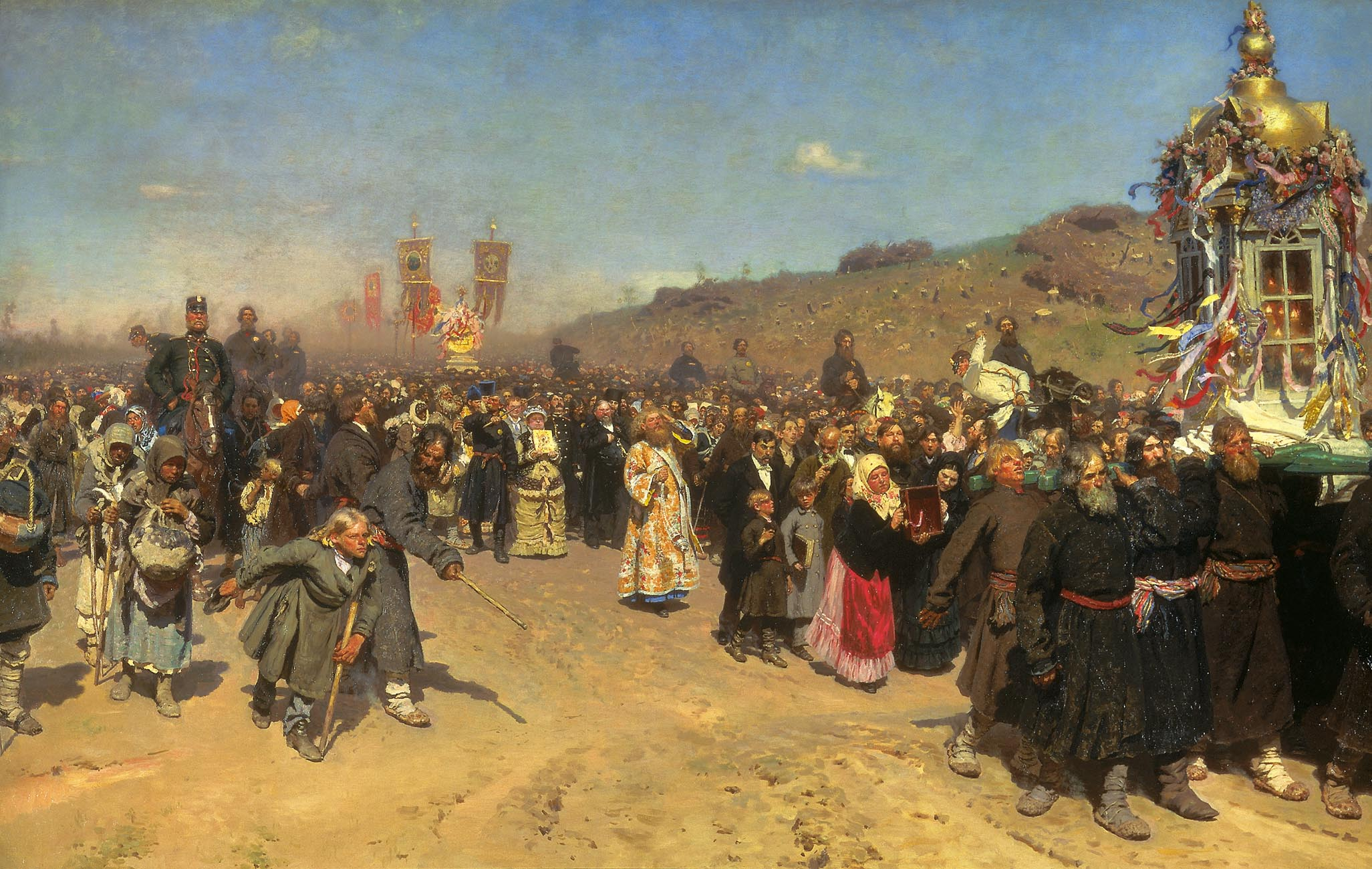
Procissão Religiosa na Província de Kursk, óleo sobre tela, (1880-1883),
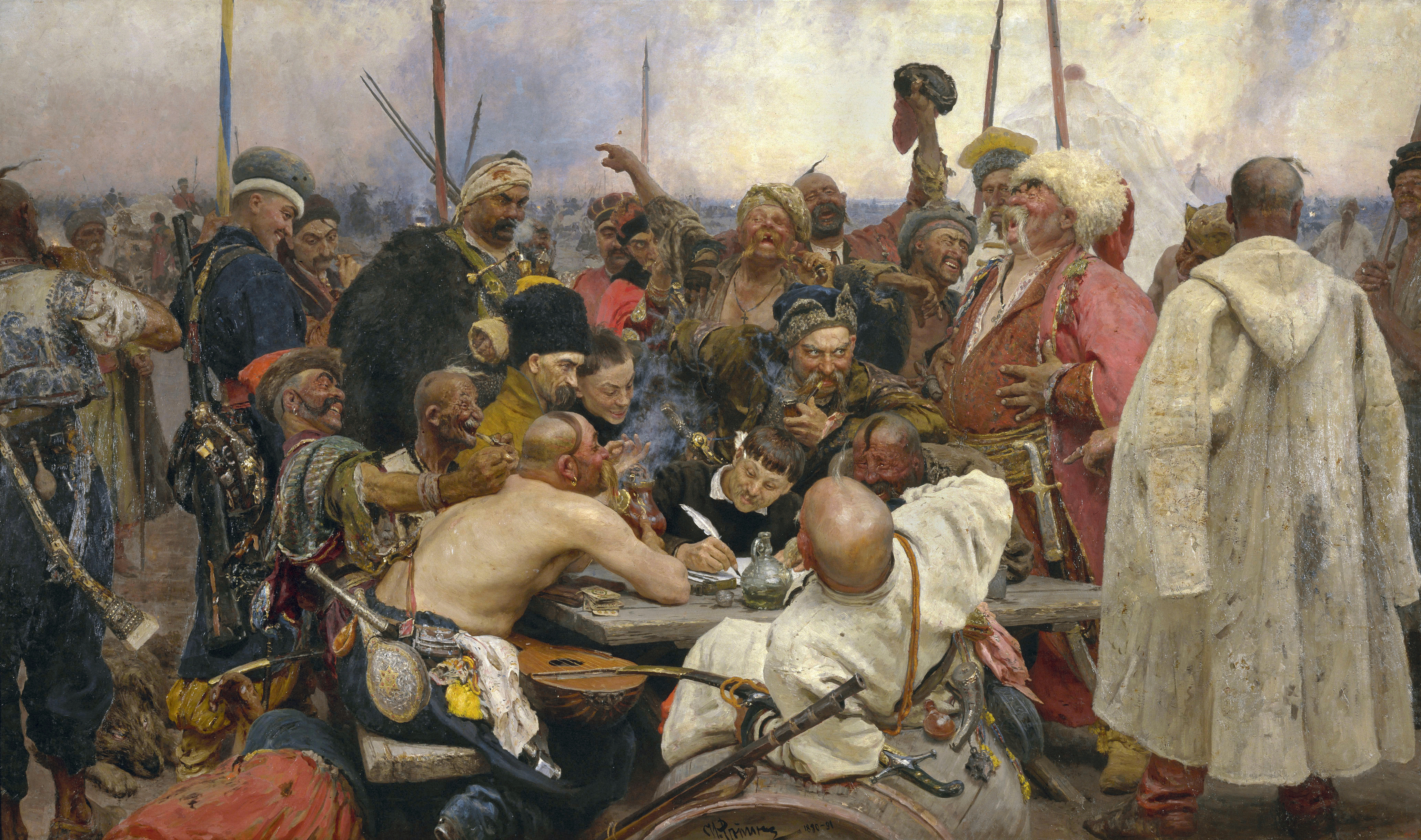
Cossacos escrevem carta ao Sultão turco, óleo sobre tela, (1880-1891)
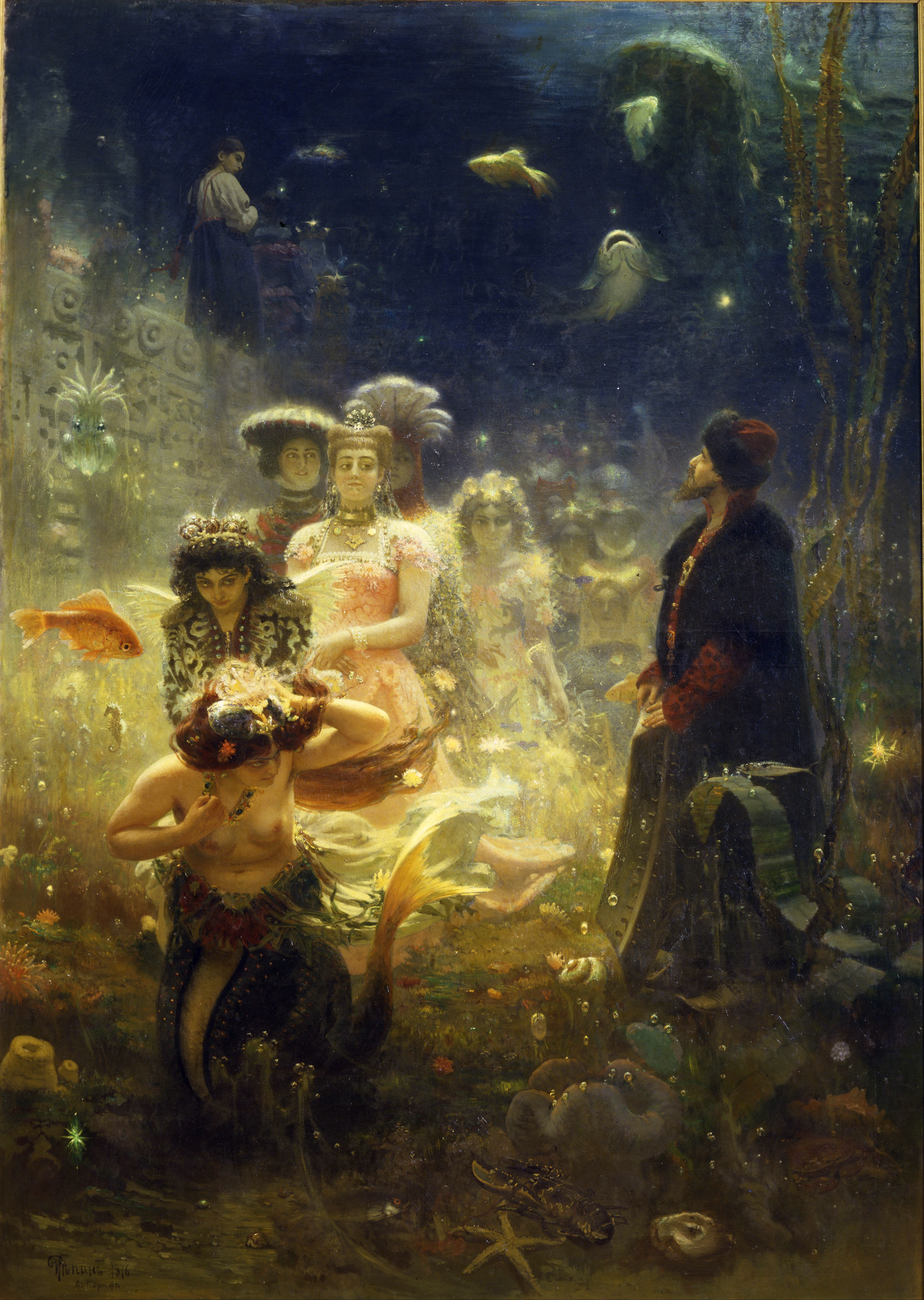
Sadko, óleo sobre tela, (1876)
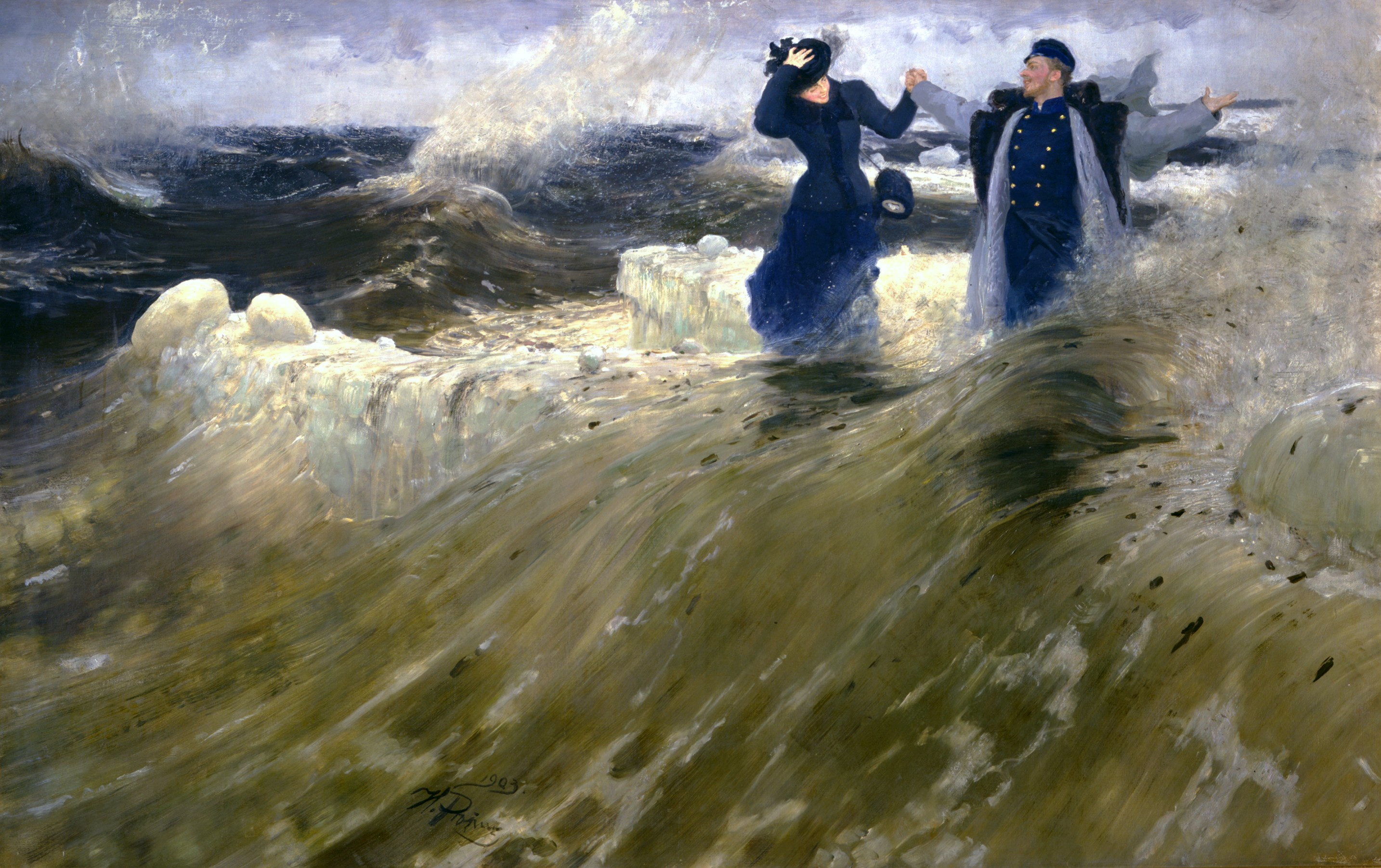
What freedom!, óleo sobre tela, (1903)
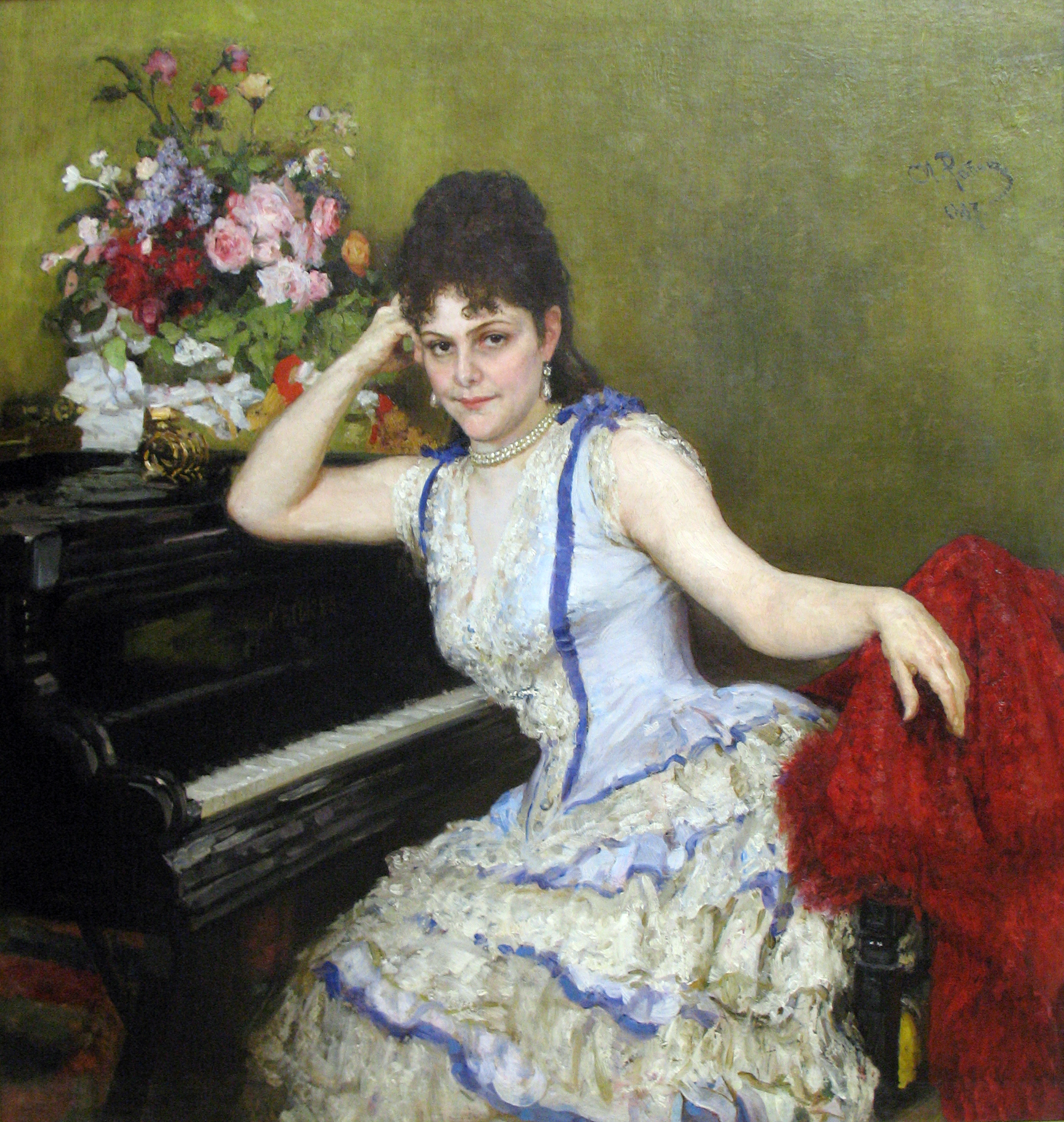
Portrait of S.I. Menter, óleo sobre tela, 1887
Retrato de I.E. Zabelin, óleo sobre tela, 1877
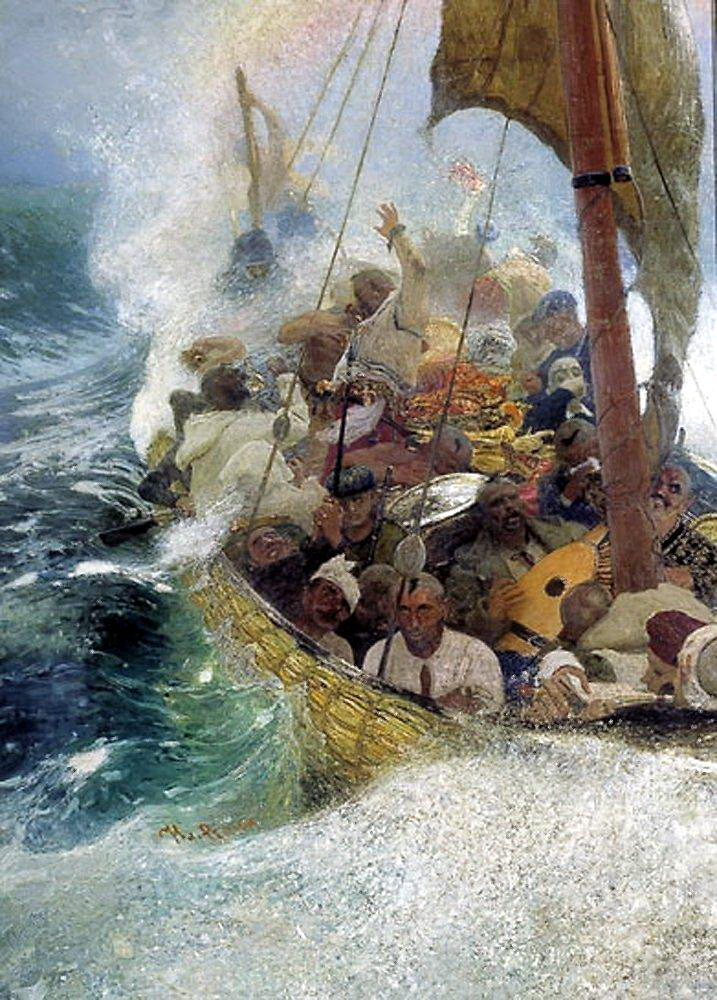
-Cossacks on the Black Sea, óleo sobre tela, 1908
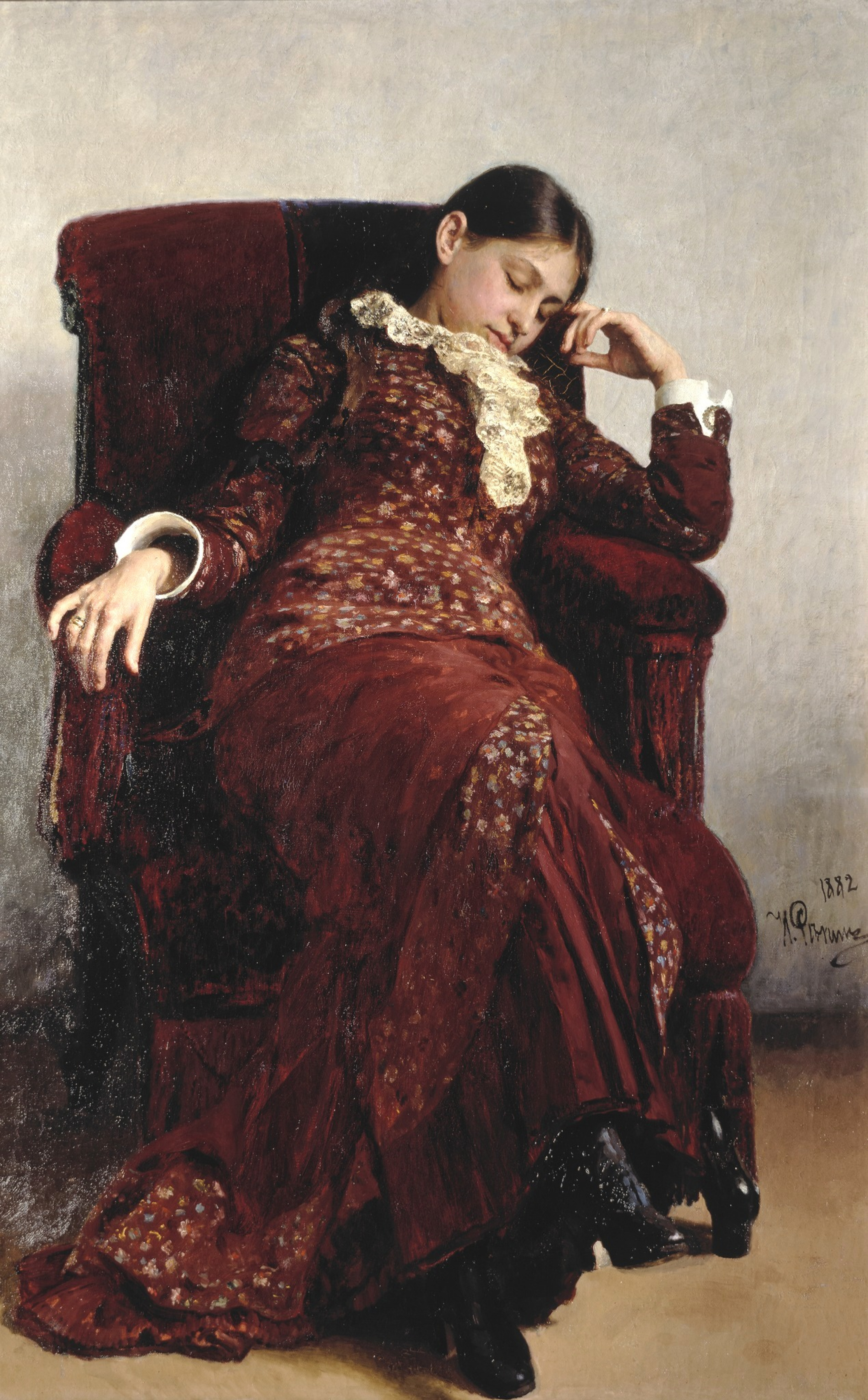
Rest, óleo sobre tela, 1882
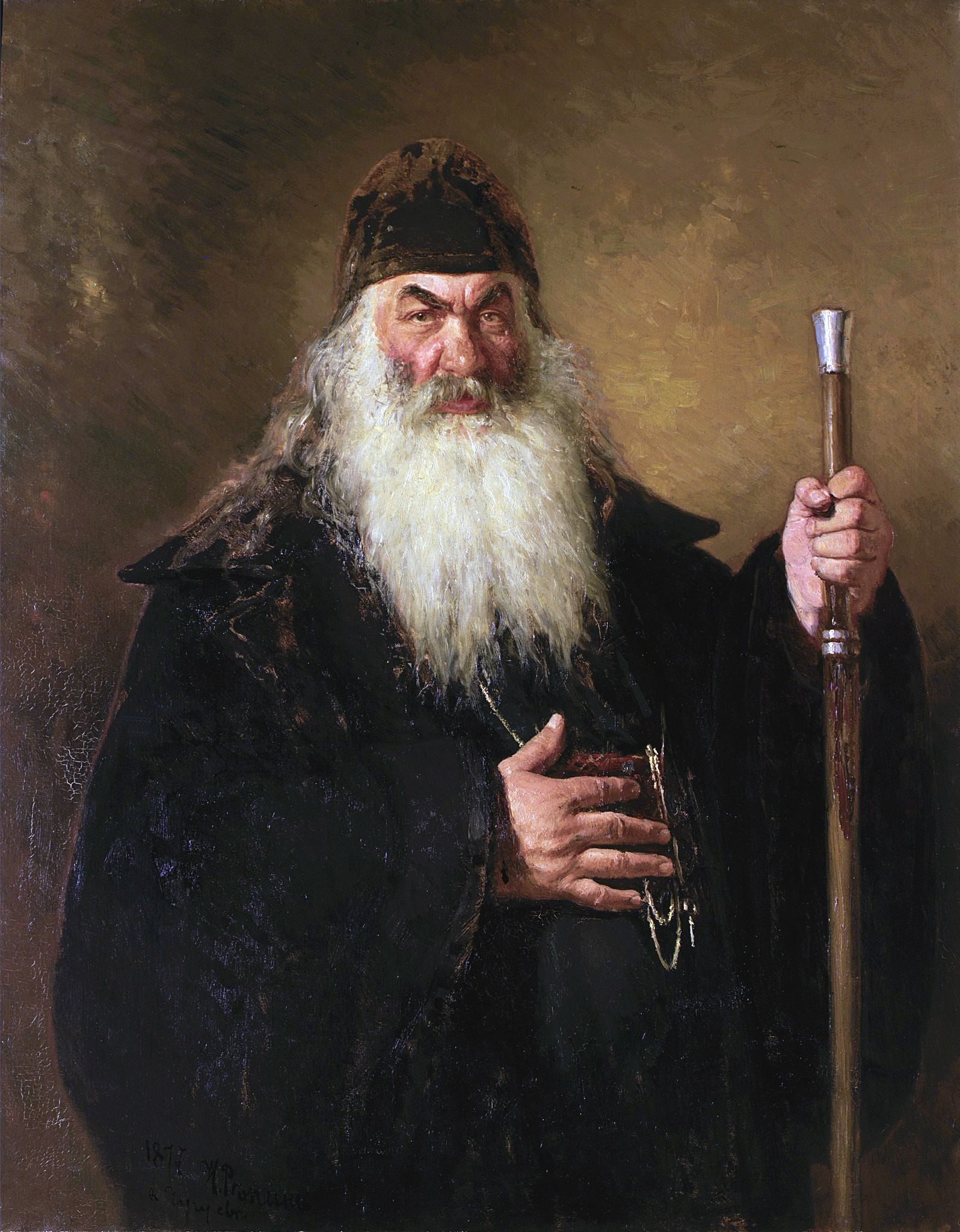
Portrait of An Archdeacon, óleo sobre tela, 1877